# Pachyschelus puniceus
Pachyschelus puniceus es una especie de escarabajo joya del género Pachyschelus, familia Buprestidae. Fue descrita científicamente por Hespenheide en 1990.